# Калимуллин, Максим Андреевич
Макси́м Андре́евич Калиму́ллин (эст. Maksim Kalimullin; 21 июня 2006, Таллин, Эстония) — эстонский футболист, полузащитник. Сейчас играет за таллинский клуб «Флора».

## Биография

### Игровая карьера
Начал играть в футбол в детских командах «ФКИ Таллинн», а в 2018 году перешел в другой клуб «Таллинн». В 2021 году дебютировал за взрослую команду «Таллинн» на уровне первой лиги «Б», с которой в 2022 году выиграл лигу и стал лучшим бомбардиром. Весной 2023 года перешёл в польский клуб «Легия» U19, однако летом вернулся в команду «Таллинн». В начале сезона 2024 года перешел на правах аренды в таллинскую «Флора», с которой стразу же завоевал Суперкубкок Эстонии.

### Семья
Его отец Андрей Калимуллин, рекордсмен чемпионата Эстонии по числу сыгранных матчей и действующий тренер футбольного клуба «Таллинн».

## Достижения
«Таллинн»
- Победитель первой лиги Б (1): 2022

«Флора»
- Обладатель Суперкубка Эстонии (1): 2024